# Parnassius bremeri
Parnassius bremeri là một loài bướm ngày sinh sống ở vùng núi cao được tìm thấy ở Nga, Hàn Quốc và Trung Quốc. It is a member of the Snow Apollo genus Parnassius of the Swallowtail (Papilionidae) family.
Over its vast range (Transbaikal, the Amur và Ussuri regions và the Kuriles), the species varies widely in morphology và many subspecies have been described.
P. bremeri được tìm thấy ở open landscapes on forest-steppe, cũng như slopes with woodlands up to the alpine zone (1,500 m.).The flight period is tháng 5-June. Known host plants are: Sedum clizoorl, S. ussuriensis, S. ishida và Orostachys malacophylla.

## Miêu tả

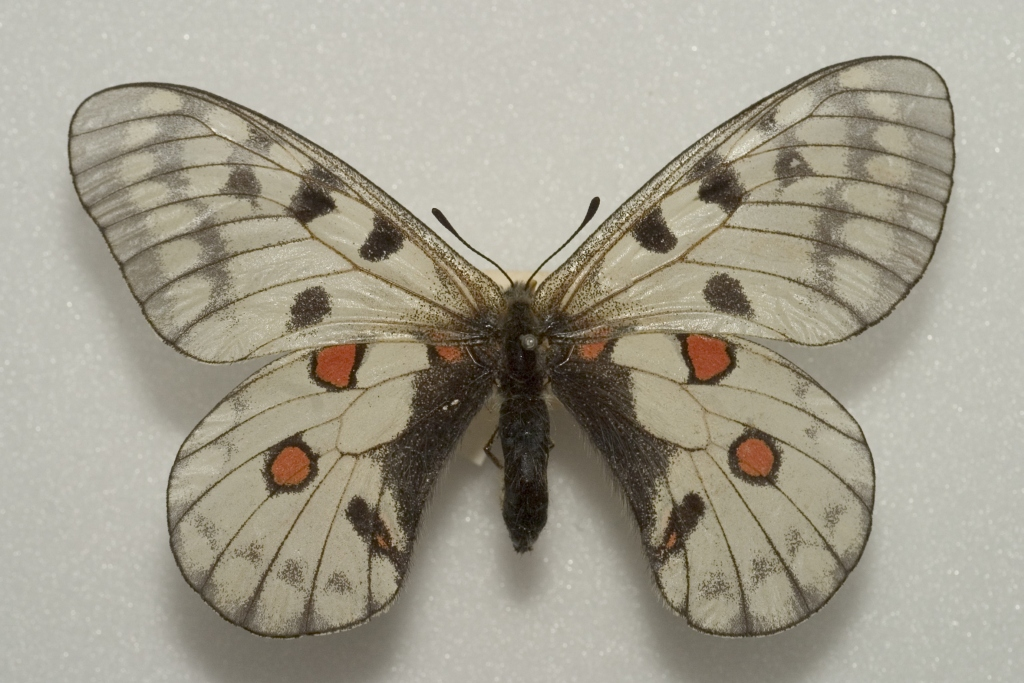
Specimen of a female from the Amur region

Similar to Parnassius phoebus but smaller và with wing veins almost indistinct against the ground color, Hindwing with a red basal spot.

## Hình ảnh

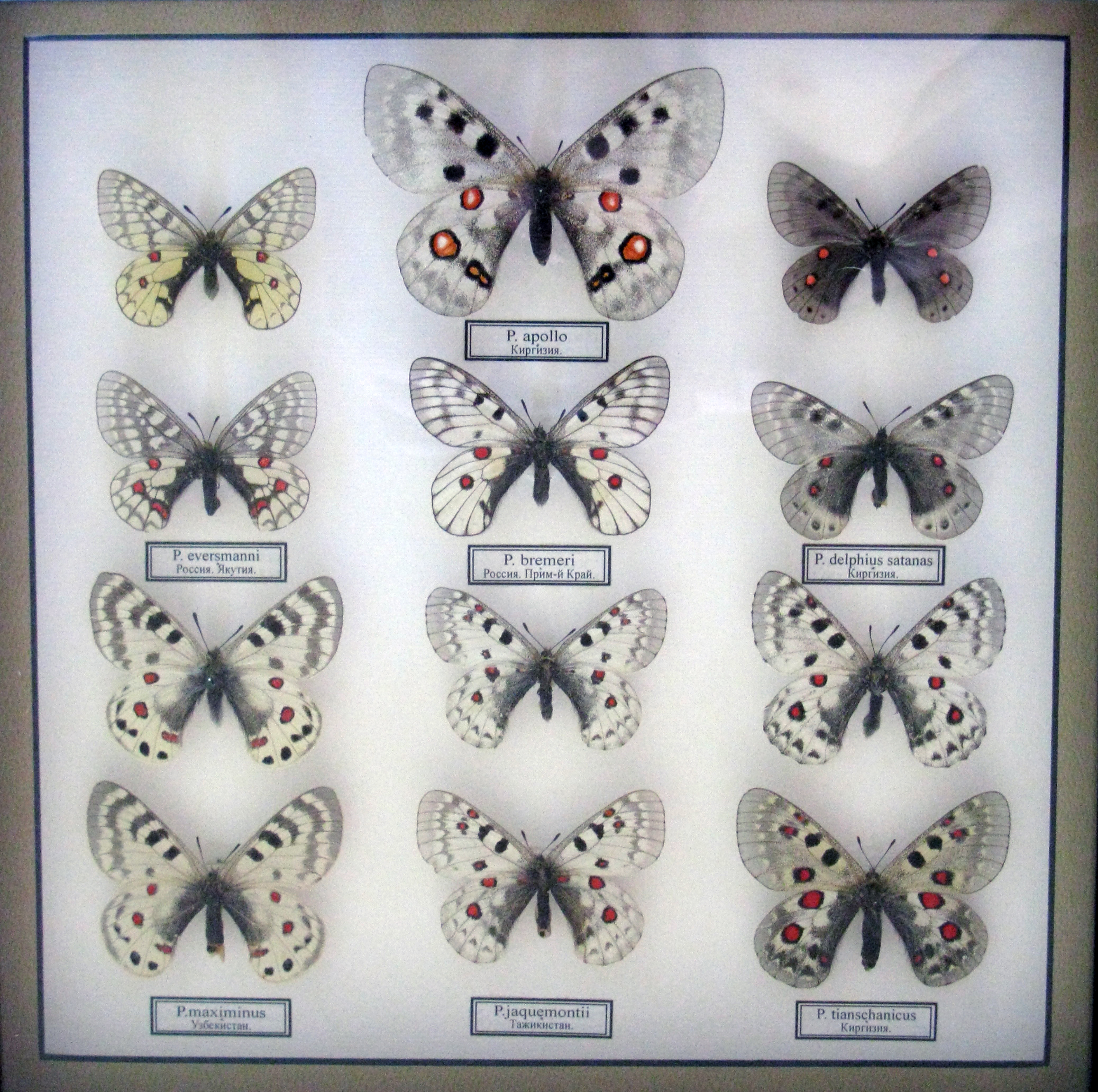